# Кисимово (Ярославская область)
Кисимово — деревня Арефинского сельского поселения Рыбинского района Ярославской области .
Деревня расположена к юго-востоку от центра сельского поселения села Арефино, на левом берегу ручья Кисимов. На небольшом расстоянии к востоку от Кисимово стоит деревня Ананьино, в которой ручей Кисимов впадает в ручей Пелевин. По восточной околице Кисимова в северо-западном направлении прохожит дорога, выходящая на левый берег Ухры у деревни Высоково .
Деревня Кисимова обозначена на плане Генерального межевания Рыбинского уезда 1792 года.
На 1 января 2007 года в деревне Кисимово числилось 2 постоянных жителя. Почтовое отделение, расположенное в деревне Ананьино обслуживает в деревне Кисимово 6 домов .